# كابياء جبلية
كابياء جبلية (الاسم العلمي:Cavia tschudii) هي نوع من الحيوانات يتبع جنس كابياء من فصيلة الكابيائية.